# Todor Petkov Kolev
Todor Petkov Kolev (Sófia, 29 de abril de 1942) é um ex-futebolista búlgaro, ele atuava como defensor.

## Carreira
Todor Kolev fez parte do elenco da Seleção Búlgara de Futebol da Copa do Mundo de 1970. 